# 11761 Davidgill
11761 Davidgill là một tiểu hành tinh vành đai chính với chu kỳ quỹ đạo là 1938.2826052 ngày (5.31 năm).
Nó được phát hiện ngày 24 tháng 9 năm 1960.